# نظریه ریسمان کلاسیک
نظریهٔ ریسمان کلاسیک نظریه‌ای است برای تبیین حرکت یک ریسمان کلاسیک در فضای متریکی خاص.
کنش این نظریه را می‌توان بر حسب مساحتی که یک ریسمان در طول زمان جاروب می‌کند نوشت و طبیعتاً معادلات حرکت ریسمان از کمینه کردن این کنش به دست می‌آیند.
{\displaystyle S=-T\int d\sigma d\tau {\sqrt {-g}}}
در اینجا T تنش ریسمان و {\displaystyle X^{\mu }(\sigma ,\tau )} سطحی ۱+۱ بعدی در فضایی n + 1 بعدی‌است که ریسمان جارو می‌کند و g دترمینان {\displaystyle g_{ab}} متریک القا شده بر سطح ریسمان جارو کرده‌است. به این معنا که فضای زمینه‌ای که ریسمان در آن سیر می‌کند با متریک {\displaystyle G_{\mu \nu }} تعریف شده‌است و متریک خاصی که بر سطح ریسمان وجود دارد تابعی از متریک این فضای بزرگ‌تر (فضای زمینه) است:
{\displaystyle g_{ab}=G_{\mu \nu }{\partial X^{\mu } \over \partial \xi ^{a}}{\partial X^{\nu } \over \partial \xi ^{b}}}
در اینجا {\displaystyle \sigma } و {\displaystyle \tau } در {\displaystyle \xi } یک‌کاسه شده‌اند.
به کنش فوق اصطلاحاً کنش نامبو-گؤتو گفته می‌شود. دلیل وجود علامت منفی در زیر رادیکال در کنش نامبو-گؤتو این است که یکی از متغیرها ({\displaystyle \tau }) زمان-گونه‌است.